# Ouratea multibracteata
Ouratea multibracteata är en tvåhjärtbladig växtart som beskrevs av Julian Alfred Steyermark och Claude Henri Léon Sastre. Ouratea multibracteata ingår i släktet Ouratea och familjen Ochnaceae. Inga underarter finns listade i Catalogue of Life.